# Sabancuy
Sabancuy är en ort i Mexiko.   Den ligger i kommunen Carmen och delstaten Campeche, i den östra delen av landet, 800 km öster om huvudstaden Mexico City. Sabancuy ligger 1 meter över havet och antalet invånare är 6 290.
Terrängen runt Sabancuy är mycket platt. Havet är nära Sabancuy åt nordväst. Runt Sabancuy är det glesbefolkat, med 11 invånare per kvadratkilometer. Det finns inga andra samhällen i närheten. Trakten runt Sabancuy består huvudsakligen av våtmarker.